# Lubawka (železniční zastávka)
Lubawka je železniční zastávka (bývalá železniční stanice) nacházející se ve stejnojmenném městě v Dolnoslezském vojvodství v Polsku. Leží na železniční trati Trutnov–Sędzisław, na česko-polském hraničním přechodu Královec–Lubawka.
V roce 2017 zastávku využilo až 99 cestujících denně.

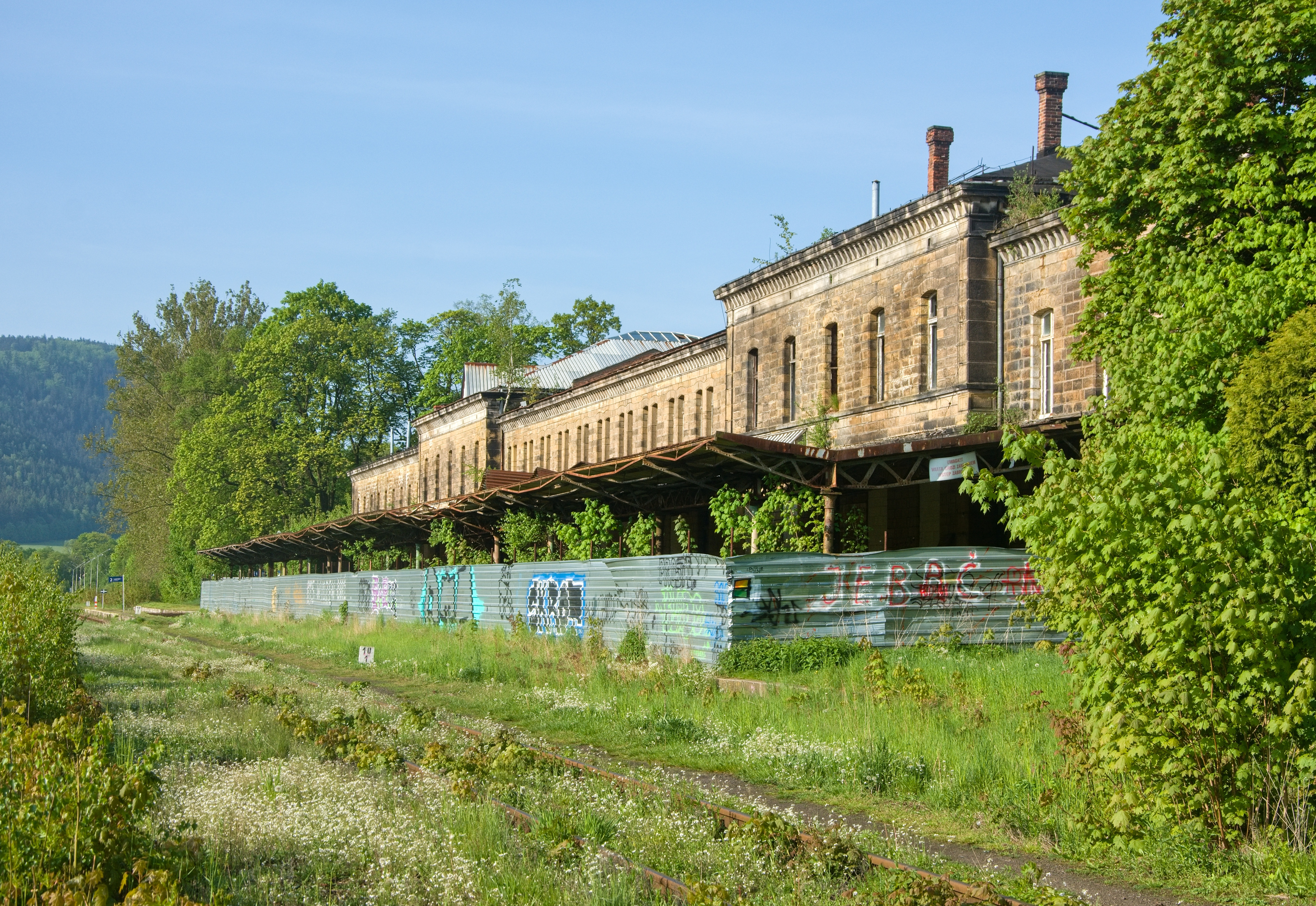
Někdejší nádražní budova

## Provoz
Zastávku obsluhuje 7 párů osobních vlaků denně (stav k prosinci 2018) společnosti Koleje Dolnośląskie, na kterých jsou nasazeny motorové vozy firmy GW Train Regio.